# Døden (væsen)
 For alternative betydninger, se Døden. (Se også artikler, som begynder med Døden)
Døden som væsen er dødsfænomenet personificeret som en ånd eller guddom, der viser sig for en døende person og ender dennes liv; dyrket i form af forskellige dødsguder siden oldtiden, i dag oftest symboliseret af "Manden med Leen" (skelettet med en le), en Dødsengel, eller det mexicanske kvindeskelet La Catrina. Typisk afbildes Døden som et skelet eller lig, gerne med vinger og forskellige dødssymboler. Sommetider har Døden også medfølgende mytologiske dyr, eller er selv ånd i form af dyr.
Nogle dødsguder og dødsvæsner i forskellige kulturer har også haft rolle som "psychopomp" (græsk: sjæle-bærer), der også sørgede for at transportere den dødes sjæl over til dødsriget eller til livet efter døden. Andre dødsguder havde også rolle som regenter over dødsriget.
I mange mytologier skulle Døden komme og ende personens liv definitivt, ofte med et våben eller redskab som hammer, saks, sværd eller le. I mange kulturer opstod dermed også et yndet mytologisk motiv, hvor mennesker snød eller undgik Dødsånden ved at fange dødsånden eller ved at flygte fra deres dødsleje for at få lov til at leve længere. Et andet populær motiv var at betegne sygdomsepidemier eller krige som Døden eller en ubarmhjertig Dødsengel, der flyver over menneskeheden med leen, sværdet eller andet dræbende redskab og forårsager massedød af tusindvis af mennesker.
Siden antikken var døden og menneskets skæbne afmålt, bestemt og endt af skæbnegudinder som Moirer eller Norner, hvor skæbnets dødsgudinde klippede den afmålte livstråd med en saks. Heraf kom symbolet at ende et menneskeliv med et skarpt redskab. Dertil kom høstredskaber i landbrugskulturer, hvor høstguderne og skæbneguderne brugte segl og le til at afslutte menneskelivet, og hvor menneskeliv symboliseres af kornstrå, der ubarmhjertigt mejes ned af guderne. Deraf kom dødssymbolet leen for den populære dødsafbildning "Manden med leen".

## Nordiske dødsånder
I nordisk mytologi var valkyrier dødsånderne, der kom til de faldne krigere på slagmarken og tog dem med til Valhalla. Derudover var gudinden Hel regent over hendes hjem, dødsriget Hel, hvor nogle af de døde endte. Det var Nornerne, der afmålte og klippede menneskets liv. Dengang den sorte pest hærgede, blev denne sygdom i de nordiske lande kaldt for dødsånden Pesta. Pesta kom bærende på enten en rive eller en kost. Hvis det var riven, ville nogle mennesker overleve pesten (de slap væk mellem rive-tænderne), men hvis hun havde kosten, ville alle i landsbyen dø.

Efter middelalderen blev disse forestillinger afløst i Norden af skeletmanden med leen som i andre lande.

## Dødsånder og dødsguder i forskellige kulturer
- Aztekisk: Mictecacihuatl
- Belgien: Pietje de Dood (Lilleper Døden)[7]
- Engelsk: The Grim Reaper (Den Grumme Mejemand, Høsteren), Fates
- Keltisk: Ankou/Angau, Banshee, dullahan-ånder, Cu Sith
- Græsk: Thanatos[8], Moirer, især Athropos (Dødsmoiren)
- Holland: Magere Hein (Magre Henrik), Oom Hendrik (Onkel Henrik), Beenderman (Knoglemand), Maaijeman (Mejemand, som mejer med leen)[9][10]
- Slavisk: Marzanna
- Litauen/Baltisk: Giltine (døden), Deivės Valdytojos (skæbnegudinder)
- Polen: Śmierć
- Nordisk: Norner, Pesta, Lusse, Holle/Hel, Manden Med Leen
- Romersk: Parcae-gudinderne, især Morta
- Hinduismen: Yama
- Mexico og Latinamerika: Calavera Catrina[11], Santa Muerte, San La Muerte, San Pascualito, orixa Omolu
- Japansk/Shinto: Shinigami
- Voodoo-religion: Guede-lwa-ånderne, Madame Brijitte, Baron Samedi
- Yoruba-religion: Eshu, Iku

## Galleri
- Kolera-epidemi fra 1912 afbildet som Døden i en fransk avis
- La Calavera Catrina, det flotte skelet Catrina
- Shinigami (japansk: 死神) er personificeringen af døden i japansk kultur.
- Lighed for døden, maleri af William Bouguereau